# 野戦重砲兵第3連隊
野戦重砲兵第3連隊（やせんじゅうほうへいだいさんれんたい、野戦重砲兵第三聯隊）は、大日本帝国陸軍の野戦重砲兵連隊の1つ。軍隊符号は3SA。

## 概要
1918年（大正7年）12月、重砲兵第三連隊（初代）の主力をもって和歌山県加太町深山（現和歌山市深山）で編成。横浜の野戦重砲兵第2連隊とともに野戦重砲兵第1旅団を構成した。1920年（大正9年）11月4日に静岡県三島町（現三島市）への移転を完了し第3師団に属した。
1930年（昭和5年）11月26日に発生した北伊豆地震においては救援のために将校以下総出動し、沼津御用邸の警備に当たるとともに伊豆地方において負傷者の救護等に従事した。
1937年（昭和12年）、日中戦争の勃発に伴い第1軍隷下の第20師団に配属され、保定会戦、太原作戦に参加した。
1938年（昭和13年）、河北戡定戦に参加したのち、第16師団に配属され、徐州会戦に参加した。11月、広東作戦第二次上陸部隊としてバイアス（大亜）湾に上陸後は同地の警備に任じた。
1939年（昭和14年）1月、三島に復員し、九六式十五糎榴弾砲に改編した。
1941年（昭和16年）10月、動員編成完了後、名古屋港を出発し台北に駐留した。12月、太平洋戦争の勃発に伴い第25軍隷下部隊としてタイ・シンゴラに上陸、マレー作戦に参加した。
1942年（昭和17年）3月、第15軍に編入されラングーンに上陸、ビルマ攻略作戦に従事し、マンダレー攻略後はコカイン及びメイミョウに駐留した。この間、長屋連隊長が脳出血で急死した。11月、第2大隊（長：横山経二中佐）をソロモン方面に抽出した（同大隊はチモール島において昭和20年2月17日に野戦重砲兵第12大隊に改編）。
1943年（昭和18年）5月、マンダレー南方のキャウセ及びミッタに移駐した。6月、第1大隊第2中隊をアキャブ島に抽出した。11月、インパール作戦準備のためインタンギー北方コンタに集結した。
1944年（昭和19年）3月、第33師団右突進隊（長：山本募少将）に配属され、インパール作戦に参加した。同隊はタム＝パレル道からのインパール方面への突進を企図したが、パレル前面のテグノパール陣地帯で頓挫した。7月、インパール作戦の中止に伴い、マンダレーに向け撤退を開始した。敵の追撃下、多数の将兵が食糧の補給なく次々と力尽きて斃れた。9月30日、聯隊主力はマンダレーに帰着した。11月、長沼砲兵隊として第31師団に配属されシュエボ付近要地の確保に当たった。
1945年（昭和20年）、イラワジ会戦、メイクテーラ会戦に参加。4月23日、野戦重砲兵第11大隊に改編された。5月5日、トングー・モチ街道を南進中、敵機の襲撃により装備する車両・火砲を全て喪失した。
1946年（昭和21年）5月、野戦重砲兵第12大隊は名古屋港に帰着し解散した。
1947年（昭和22年）4月、野戦重砲兵第11大隊は宇品港に帰着し解散した。

## 歴代連隊長
| 代 | 氏名       | 在任期間            | 備考 |
| -- | ---------- | ------------------- | ---- |
| 1  | 中島栄吉   | 1918.12.1 -         |      |
| 2  | 石川漣平   | 不詳 -              |      |
| 3  | 安井義之助 | 不詳 -              |      |
| 4  | 小野茂幸   | 不詳 -              |      |
| 5  | 井関隆昌   | 不詳 -              |      |
| 6  | 和泉勘次郎 | 不詳 -              |      |
| 7  | 高橋次郎   | 不詳 -              |      |
| 8  | 住吉正     | 1938.3 -            |      |
| 9  | 長屋朝生   | 不詳 - 1942.6.26    |      |
| 10 | 光井一雄   | 1942.7 - 1944.11.3  |      |
| 末 | 長沼三郎   | 1944.11 - 1945.4.23 |      |

## 連隊歌
1．愛鷹山のふもと原　久遠の雪をいただける　芙蓉の峰を仰ぎつつ　ここに武を練るつわものの　栄えある歴史たぐいなき　野戦重砲三聯隊

2．思えば昔由良の門を　守りし日より幾度か戦の庭に行き来して　旅順、奉天、青島と仇なす敵を打ちひしぎ　立てし勲はいや高し

3．興亜の道をまっしぐら　履帯に大地踏みしめて　常々進む牽引車　続く九六、十五榴　威力を見よや榴瞬に　迷妄の雲払うべし